# Нерен (Вюртемберг)
Нерен (нем. Nehren) — община в Германии, в земле Баден-Вюртемберг.
Подчиняется административному округу Тюбинген. Входит в состав района Тюбинген. Население составляет 4272 человека (на 31 декабря 2010 года). Занимает площадь 8,58 км².

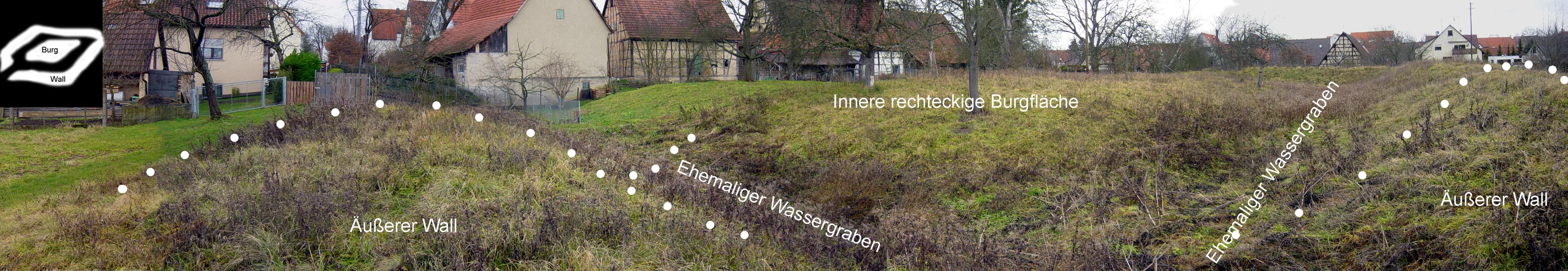
Нерен (Вюртемберг)